# 경릉 (고려 문종)
경릉(景陵)은 조선민주주의인민공화국 개성시 장풍군에 위치한 고려 제11대 문종의 능이다. 1083년(문종 37년) 문종이 승하하자 그 해 음력 8월 갑신일에 능을 마련하여 장사지냈다. 1215년(고종 2년) 음력 9월에는 문종의 신주도 이곳에 묻었다.